# Veynon
Veynon – rzeka we Francji, przepływająca przez teren departamentu Nièvre, o długości 34,5 km. Stanowi lewy dopływ rzeki Aron.